# El Carmen Arcotete
El Carmen Arcotete är en ort i Mexiko.   Den ligger i kommunen San Cristobal De Casas och delstaten Chiapas, i den sydöstra delen av landet, 800 km öster om huvudstaden Mexico City. El Carmen Arcotete ligger 2 277 meter över havet och antalet invånare är 203.
Terrängen runt El Carmen Arcotete är lite kuperad. Runt El Carmen Arcotete är det tätbefolkat, med 459 invånare per kvadratkilometer. Närmaste större samhälle är San Cristóbal de las Casas, 6,3 km väster om El Carmen Arcotete. I omgivningarna runt El Carmen Arcotete växer i huvudsak städsegrön lövskog.